# Sierra de la Carrodilla
La sierra de la Carrodilla es una formación geológica encuadrada en el Prepirineo aragonés. De hecho, es la sierra que marca el inicio del mismo. Su mayor altura es el Buñero (1109 m). Su sustrato es calizo.

## Hidrografía
Ningún caudal de agua permanente nace de la sierra, a excepción del barranco de Estadilla. Pero hay muchos otros barrancos que sí llevan caudal en las épocas lluviosas y en puntos concretos hay fuentes que manan agua todo el año, excepto en verano.

## Fauna
La fauna representada en la sierra de la Carrodilla incluye a:
- Herbívoros: 
  - Pequeños herbívoros: conejo, liebre, ardilla roja, perdiz roja, codorniz, lirón careto y una gran cantidad de aves de pequeño tamaño (herrerillo, carbonero, grajo, urraca...).
  - Grandes herbívoros: el principal es el jabalí, que se ha convertido en una auténtica plaga. Además, hay una población al alza de corzo.
- Carnívoros: hay una gran cantidad de pequeños carnívoros con poblaciones estables como gineta, garduña, comadreja, zorro, gato montés... además de posibles evidencias de lince ibérico. En cuanto a las aves rapaces, hay una importante colonia de buitre leonado (gracias al comedero de Estadilla). También hay lechuza, búho real, cárabo, águila real, cernícalo, azor, milano real, milano negro...

## Flora
La especie principal es la carrasca o encina. Forma grandes masas boscosas, principalmente en la vertiente norte y en las zonas más altas. En los lugares más húmedos son sustitídas por el roble melojo. También hay grandes zonas de bosque degradado, ocupadas ahora por romero, tomillo, aliaga, etc. En las zonas más altas podemos observar formaciones de boj. 
En la parte alta de la sierra, el relieve se torna llano, y aparecen bosques de sabina y enebro.

## Ermitas
Dentro de la Sierra de la Carrodilla se encuentra el Santuario de la Virgen de la Carrodilla.
Antiguamente existía otra ermita, que actualmente está derruida.